# 瑟斯國家公園
42°23′45″N 19°46′28″E / 42.39583°N 19.77444°E

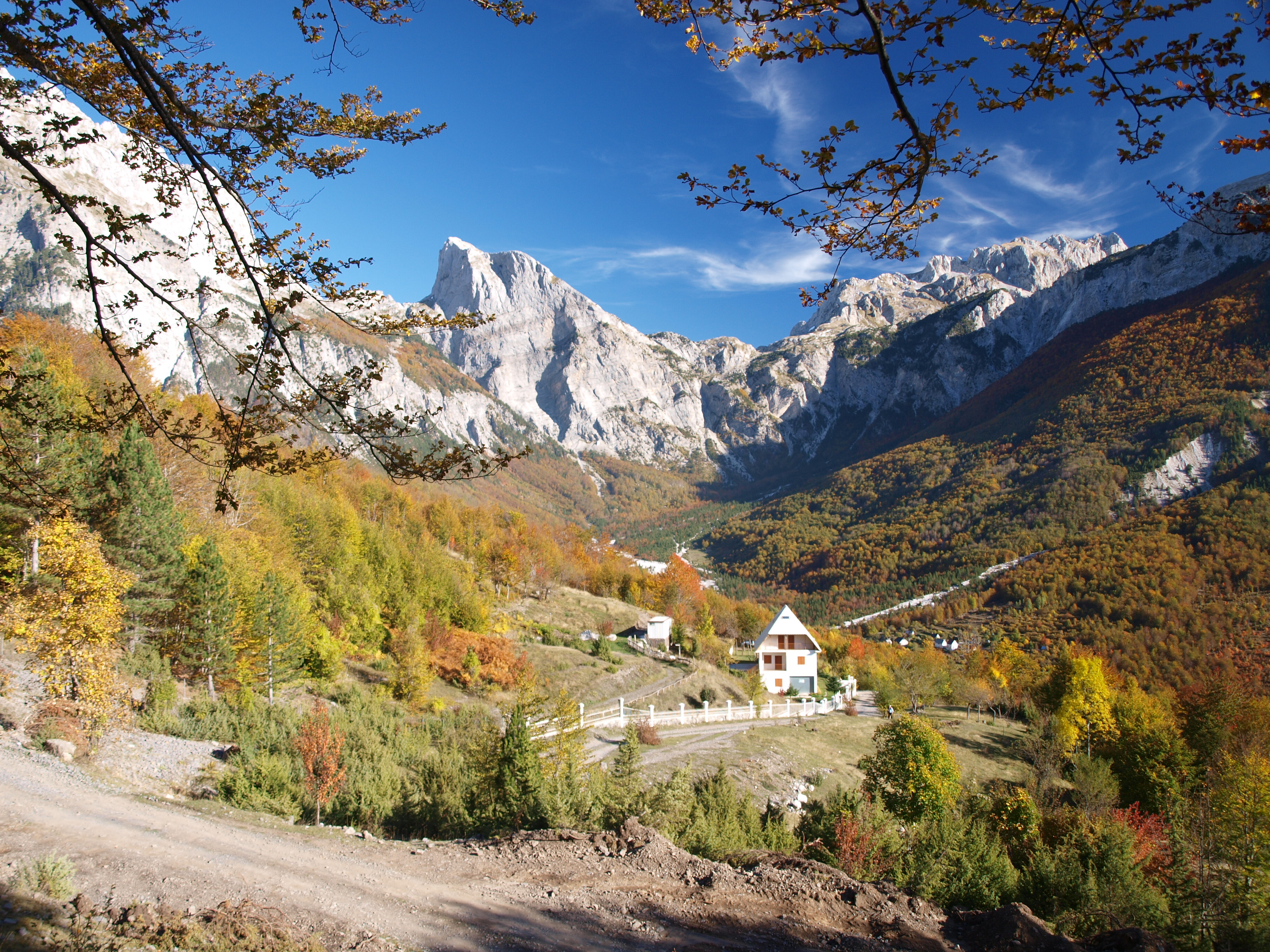

瑟斯國家公園是阿爾巴尼亞的國家公園，位於該國北部，處於普羅克勒迪耶地區，成立於1966年11月21日，面積26.3平方公里，有高山早熟禾、高山紫菀、百脈根等植物生長。